# Chad Hugo
Charles „Chad” Hugo (znany także jako Chase Chad; ur. 24 lutego 1974 roku w Portsmouth w stanie Wirginia) jest członkiem duetu producenckiego The Neptunes oraz tria N.E.R.D. Jest amerykaninem pochodzenia filipińskiego. Potrafi grać na saksofonie, pianinie i gitarze.